# Védjegybejelentés
A védjegylajstromozási eljárás mind belföldön, mind külföldön az ügyfél kérelmére, védjegybejelentésnek az illetékes szervhez (Magyarországon a Szellemi Tulajdon Nemzeti Hivatalához, a továbbiakban: Hivatal) való benyújtásával kezdődik.

## A védjegybejelentés előkészítése
A védjegybejelentés benyújtása előtt érdemes a kiválasztott megjelölés vagy megjelölések gondos megvizsgálása abból a szempontból, hogy nincs-e olyan ok, amely a megjelölés védjegyként való lajstromozásának (köznyelven "levédésének") az akadálya lehet.
Ebben a körben egyrészt érdemes megvizsgálni, hogy a megjelöléssel szemben felmerülhet-e feltétlen lajstromozást gátló ok. Ez a vizsgálat adatbázisok, szótárak, lexikonok stb. segítségével végezhető el.
Előzetes védjegykutatással érdemes megvizsgálni, nincs-e harmadik személynek olyan joga, amely viszonylagos lajstromozást gátló ok lehet.
A védjegykutatással szabadalmi ügyvivő vagy ügyvéd is megbízható, illetőleg a Hivatal végez ilyen szolgáltatást.
A kiválasztott megjelölést a bejelentő közvetlenül vagy képviselő útján nyújthatja be a Hivatalhoz.

## A védjegybejelentés benyújtása

### A bejelentési nap elismerése
- A védjegybejelentés benyújtását követően a Hivatal megvizsgálja, hogy a bejelentés megfelel-e a bejelentési nap elismeréséhez előírt feltételeknek (vagyis tartalmazza-e az utalást a védjegyoltalom iránti igényre, a bejelentő azonosítására alkalmas adatokat, a megjelölést és az árujegyzéket), továbbá megfizették-e a bejelentési díjat, valamint külföldi bejelentések esetében benyújtották-e a magyar nyelvű árujegyzéket.
- Ha a bejelentési nap nem ismerhető el, a Hivatal felhívja a bejelentőt a hiányok harminc napon belül történő pótlására. A hiányok határidőben történő pótlása esetén a bejelentés napja az a nap lesz, amelyen a hiánypótlása Hivatalhoz beérkezett. Ellenkező esetben a bejelentést visszavontnak kell tekinteni.
- Az elismert bejelentési napról a Magyar Szabadalmi Hivatal értesíti a bejelentőt.

### A bejelentés alaki vizsgálata
- Ha a védjegybejelentés megfelel a bejelentési nap elismeréséhez előírt feltételeknek, megfizették a bejelentési díjat, illetve benyújtották a magyar nyelvű árujegyzéket, a Hivatal megvizsgálja a bejelentést abból a szempontból, hogy az kielégíti-e az előírt alaki követelményeket. A bejelentés alaki vizsgálata során észlelt hiányok miatt a Hivatal végzésben hívja fel a bejelentőt a hiányok pótlására, illetve a bejelentés megosztására, és ennek alapján folytatja az eljárást. Ha a bejelentő a hiánypótlási felhívásra a kitűzött határidőben nem válaszol, a védjegybejelentést visszavontnak kell tekinteni.

- A védjegybejelentésre megállapított igazgatási-szolgáltatási díjat (más néven a bejelentési díjat) a benyújtástól számított két hónapon belül kell megfizetni. A hatósági díj határidőben történő meg nem fizetése esetén a Hivatal a bejelentést visszavontnak tekinti.
- Ha a bejelentési nap elismerhető, a Hivatal alaki vizsgálatot és korábbi jogokra vonatkozó kutatást végez, amelyről kutatási jelentést küld.

### Kutatási jelentés
- Ha a védjegybejelentés megfelel az alaki vizsgálat során vizsgált törvényi feltételeknek, a Hivatal elvégzi a viszonylagos kizáró okokra (a védjegytörvény 4. §-ában meghatározott korábbi jogokra) vonatkozó kutatást, kutatási jelentést készít, és azt megküldi a bejelentőnek.

- A Hivatal a kutatási jelentésben feltüntetett korábbi jog jogosultját, védjegylajstromba bejegyzett használóját - kérelemre és az előírt díj megfizetését követően - értesíti a kutatási jelentés másolatának megküldésével arról a későbbi védjegybejelentésről, amelynek kutatási jelentésében korábbi jogát feltüntették.

- A védjegybejelentés meghirdetésére a kutatási jelentés megküldése után legalább egy hónap elteltével kerül sor. A közzététel időpontjától kezdve lehet felszólalni a védjegybejelentéssel szemben. Három hónap elteltével kerül lajstromozásra a védjegy, amennyiben nem érkezik felszólalás. Így tehát kb. nyolc hónapot vesz igénybe az eljárás.

### A védjegybejelentés érdemi vizsgálata
Ha felszólalás érkezik, a Hivatal annak iratait megküldi, és a bejelentőnek, illetve jogi képviselőjének lehetősége van nyilatkozatot tenni. A felszólalás tárgyában a felek nyilatkozatainak ismeretében a Hivatal dönt, amellyel szemben megváltoztatási kérelem nyújtható be a Fővárosi Bírósághoz. (A megváltoztatási kérelmet a Hivatalhoz kell benyújtani; a Hivatal a megváltoztatási kérelmet megvizsgálja és általában továbbítja a Fővárosi Bírósághoz.)

### Gyorsított eljárás
- A Hivatal a lajstromozási eljárást ( a védjegytörvényben előírt feltételek esetén) a bejelentőnek a bejelentés napjától számított egy hónapon belül benyújtott (a gyorsított eljárás lefolytatására vonatkozó) kérelmére gyorsítottan folytatja le. A kérelem díjköteles. A díjat a bejelentőnek e kérelem benyújtásától számított egy hónapon belül kell megfizetnie.
- Ha a bejelentő nem fizeti meg a kérelem díját, a Hivatal írásban figyelmezteti a díj megfizetésére. Ha a díjfizetés mégis elmarad, a gyorsított eljárásra vonatkozó kérelmet visszavontnak kell tekinteni.
- A Magyar Szabadalmi Hivatal a gyorsított eljárást végzéssel rendeli el.

### Különleges gyorsított eljárás
Lehetőség van különleges gyorsított eljárás kezdeményezésére is, amelynek célja annak elérése, hogy a Hivatal a védjegybejelentést a meghirdetésével egyidejűleg (a jelenlegi gyakorlat szerint mintegy 2 hónap alatt) lajstromozza.
- A különleges gyorsított eljárás iránti kérelmet a bejelentő a bejelentés napjától számított egy hónapon belül nyújthatja be. A kérelem díjköteles. A díjat a bejelentőnek e kérelem benyújtásától számított 1 hónapon belül kell megfizetnie.
- Különleges gyorsított eljárás a felszólalásra nyitva álló határidő a lajstromozást követően kezdődik. A különlegesen gyorsított eljárásnak az alapeljárásénál – két és félszeresen – magasabb hatósági díja van. Ha felszólalás érkezik, a lajstromozást a Hivatal hatálytalanítja és a lajstromozásról a felszólalás elbírálását követő véghatározatában dönt. Ha felszólalás nem érkezik, a lajstromozás napja változatlan marad.

## Lásd még
- Védjegy

## Külső hivatkozások
- A Magyar Szabadalmi Hivatal tájékoztatója Archiválva 2010. július 8-i dátummal a Wayback Machine-ben
- Vedjegy.lap.hu